# Île Chouquet
Pour les articles homonymes, voir Chouquet.
L'île Chouquet est une île sur la Seine, en France, appartenant administrativement aux communes de Pressagny-l'Orgueilleux et Saint-Pierre-d'Autils, en Normandie.

## Description
L'île, d'une superficie de 20 hectares, mesure environ 1 000 mètres de longueur sur 200 mètres de largeur.
Elle est située entre l'île Émient et l'île de la Madeleine.